# 克拉多·克洛維奇
克拉多·克洛維奇（Korado Korlević，1958年9月19日—）是一位克羅埃西亞教師、業餘天文學家，也是世界前20位小行星發現者之一。

## 科學發現
1996年至2001年期間，克拉多·克洛維奇在維什尼揚天文台發現了1162顆編號小行星而獲得小行星中心的認可。此外，他還與他人共同發現了另外132顆小行星。他的發現包括緩慢旋轉的外主帶小行星10415（Mali Lošinj）和司法星族的成員小行星10645（Brač）。
他還發現了兩顆彗星，即克洛維奇-尤里奇彗星（183P/Korlević-Jurić）和克洛維奇彗星（203P/Korlević）。

## 外部連結
- Korado Korlević at the Višnjan Observatory official website
- Korado Korlević on the Croatian Walk of Fame in Opatija